# 大莱芜炮台
大莱芜炮台，位于广东省汕头市澄海区凤翔街道莱芜岛上，是一座建于清康熙五十六年（1717年）的古炮台。大莱芜炮台在1989年列入第三批广东省文物保护单位。
大莱芜炮台建于清康熙五十六年，是清初潮州府的海防军事重地，属南澳镇澄海协左营。炮台长52米、宽26米，面积1348平方米，呈长方形，设置火炮8门，营房27间，水兵42名。现在炮台火炮已失，营房也只剩下残垣，但炮台基本保存完好。